# Nandasmo FC
El Nandasmo FC es un equipo de fútbol de Nicaragua que juega en la Segunda División de Nicaragua, la segunda liga de fútbol más importante del país.

## Historia
Fue fundado el 9 de septiembre de 2009 en el municipio de Nandasmo y es el equipo que representa al departamento de Masaya en el fútbol en Nicaragua.
El club inició en las ligas departamentales de Nicaragua (cuarta división) e inició un camino de ascensos que termina con el título de la Segunda División de Nicaragua en la temporada 2015/16, por lo que jugará en la Primera División de Nicaragua por primera vez en su historia en la temporada 2016/17.

## Palmarés
- Segunda División de Nicaragua: 2

Apertura 2015, 2015/16
- Liga Departamental de Masaya: 1

2012/13
- Liga de Campeones de Masaya: 1

2013/14